# Atletico Piombino
Atletico Piombino là một câu lạc bộ bóng đá Ý có trụ sở tại Piombino, Tuscany. Màu sắc của đội là xanh nhạt và đen.

## Lịch sử
Câu lạc bộ được thành lập vào năm 1921 với tên gọi U.S. Piombino Calcio và trải qua ba mùa giải ở Serie B, trong đó nó đã đánh bại các đội nổi tiếng hơn như AS Roma và Calcio Catania. Đội đã tan rã vào năm 1996 và được gọi là AS Piombino. Nó đã thay đổi tên của nó thành hiện tại vào năm 2004.